# NGC 7754A
NGC 7754A је лентикуларна галаксија у сазвежђу Водолија која се налази на NGC листи објеката дубоког неба.
Деклинација објекта је - 16° 34' 45" а ректасцензија 23h 49m 6,4s. Привидна величина (магнитуда) објекта NGC 7754 износи 15,5 а фотографска магнитуда 16,5.